# يورغن بيدرسن جرام
يورغن بيدرسن جرام (بالدنماركية: Jørgen Pedersen Gram)‏ هو رياضياتي دنماركي، ولد في 27 يونيو 1850 في Haderslev Municipality ‏ في الدنمارك، وتوفي في 29 أبريل 1916 في كوبنهاغن في الدنمارك بسبب حادث مرور.